# Germandrée des montagnes
Teucrium montanum
Espèce
Classification phylogénétique
La Germandrée des montagnes (Teucrium montanum) est une espèce de plantes à fleurs de la famille des Lamiacées. C'est une plante herbacée thermophile.

## Description
La Germandrée des montagnes est une plante vivace, de 5 à 25 cm de haut, au port prostré, gazonnante, formant des touffes circulaires. La tige est grêle, tomenteuse et blanchâtre.
Les feuilles sont atténuées en un court pétiole, de forme linaire ou lancéolée oblongue, entières, à bord enroulé, uninervées, coriaces, vertes dessus et blanches tomenteuses dessous. Elles mesurent 1 à 2 cm.
Les fleurs sont d'un blanc jaunâtre. Elles sont réunies en têtes terminales, hémisphériques. Le calice est glabre, vert pâle, pourvu de 5 dents égales.
La floraison va de mai à août.

### Caractéristiques
- Organes reproducteurs
  - Couleur dominante des fleurs : blanc
  - Période de floraison : juin-septembre
  - Inflorescence : cyme capituliforme
  - Sexualité : hermaphrodite
  - Ordre de maturation :
  - Pollinisation : entomogame
- Graine
  - Fruit : akène
  - Dissémination : barochore
- Habitat et répartition
  - Habitat type : pelouses basophiles médioeuropéennes méridionalo-occidentales
  - Aire de répartition : européen méridional

Données d'après : Julve, Ph., 1998 ff. - Baseflor. Index botanique, écologique et chorologique de la flore de France. Version : 23 avril 2004.

## Répartition et habitat
On la trouve en Europe centrale et méridionale, dans une grande partie de la France, en Algérie, en Asie mineure (Turquie).
La Germandrée des montagnes est une espèce thermophile, poussant sur les sols secs. Elle se développe sur les rochers et coteaux calcaires, falaises, pelouses.
|                                            |        |
| Feuilles linéaires, tomenteuses en dessous | Touffe |